# Macriano Minore
Tito Fulvio Giunio Macriano, anche noto come Macriano Minore (latino: Titus Fulvius Iunius Macrianus; ... – 261), fu un usurpatore contro l'imperatore romano Gallieno, assieme al fratello minore Quieto.

## Biografia
Figlio di Macriano Maggiore e di una donna nobile (probabilmente di nome Giunia), Macriano Minore è detto tribuno militare sotto l'imperatore Valeriano dalla Historia Augusta.
Macriano, assieme al padre e al fratello Quieto, si recò in Mesopotamia nel 260, in occasione della campagna militare di Valeriano contro i Sasanidi. Quando Valeriano fu sconfitto e catturato dal nemico, Macriano Minore e Quieto, con il sostegno del padre (custode del tesoro dell'esercito) e del prefetto del pretorio Ballista, furono eletti imperatori dall'esercito, in opposizione al legittimo imperatore Gallieno, il quale era nelle province occidentali. Macriano e il fratello furono riconosciuti dalle province orientali e dall'Egitto, che aveva il ruolo di fornitore di grano per la città di Roma.
Dovendo affrontare Gallieno, i due Macriani si mossero in occidente con l'esercito, lasciando Quieto e Ballista in oriente. Nell'autunno del 261 furono sconfitti però dal generale di Gallieno Aureolo al confine tra Tracia e Illiria, e in seguito uccisi dai propri soldati.